# Condado de Ionia
El condado de Ionia (en inglés: Ionia County, Míchigan), fundado en 1831, es uno de los 83 condados del estado estadounidense de Míchigan. En el año 2000 tenía una población de 61.518 habitantes con una densidad poblacional de 41 personas por km². La sede del condado es Ionia.

## Historia
El Condado de Jonia, se formó en 1831, de las porciones del Condado de Mackinac y territorio abierto. Fue nombrado después de Jonia, una antigua región de la costa oeste de la Mesopotamia, o actualmente Turquía.

## Geografía
Según la Oficina del Censo, el condado tiene un área total de 1502 km² (579,9 mi²), de la cual 1484 km² (573 mi²) es tierra y 18 km² (6,9 mi²) es agua.

## Condados adyacentes
- Condado de Gratiot noreste
- Condado de Montcalm norte
- Condado de Clinton este
- Condado de Kent oeste
- Condado de Eaton sureste
- Condado de Barry suroeste

## Demografía
En el 2000 la renta per cápita promedia del condado era de $43,074, y el ingreso promedio para una familia era de $49,797. El ingreso per cápita para el condado era de $17,451. En 2000 los hombres tenían un ingreso per cápita de $36,995 frente a los $25,443 que percibían las mujeres. Alrededor del 8.70% de la población estaba bajo el umbral de pobreza nacional.

## Lugares

### Ciudades
- Belding
- Ionia
- Portland

### Villas
- Clarksville
- Hubbardston (parte)
- Lake Odessa
- Lyons
- Muir
- Pewamo
- Saranac

### Municipios
| - Municipio de Berlin - Municipio de Boston - Municipio de Campbell - Municipio de Danby | - Municipio de Easton - Municipio de Ionia - Municipio de Keene - Municipio de Lyons | - Municipio de North Plains - Municipio de Odessa - Municipio de Orange - Municipio de Orleans | - Municipio de Otisco - Municipio de Portland - Municipio de Ronald - Municipio de Sebewa |

### Principales carreteras
- I-96
- M-21
- M-44
- M-50
- M-66
- M-91